# Godło Sri Lanki
Godło Sri Lanki przedstawia w kasztanowym tle złotego kroczącego lwa (passant) trzymającego w prawej łapie złoty miecz. Okrągła tarcza otoczona jest przez złote płatki niebieskiego lotosu – jednego z symboli kraju. Tarcza umieszczona jest w złotej wazie tradycyjnie używanej do przechowywania zbóż. Z naczynia wystają złote pędy ryżu (symbol powodzenia), otaczające tarczę herbową. W klejnocie znajduje się Koło Dharmy jako symbol specjalnej pozycji buddyzmu i prawych rządów. Jako trzymacze występują Słońce i Księżyc – tradycyjne syngaleskie symbole heraldyczne.

## Historia
Przed uzyskaniem niepodległości Cejlon (późniejsza Sri Lanka) używał herbu Zjednoczonego Królestwa. Dodatkowo, jako symbolu kolonii, używano przedstawienia słonia i palm kokosowych i w okresie późniejszym także stupy.
Po uzyskaniu niepodległości w 1948 zaczęto projektować nowe godło, które zaaprobowano w 1952. Nowe godło i flaga Dominium Cejlonu bazowały na królewskiej fladze Królestwa Kandy. Godło przedstawiało, podobnie jak współczesne, złotego kroczącego lwa z mieczem w łapie na okrągłej tarczy otoczonej przez płatki lotosu. Tarcza była przykryta Koroną Cejlonu.
Obecne godło powstało w 1972 zgodnie z wytycznymi Nissanka Parakrama Wijeyeratne, ówczesnego sekretarza Ministerstwa Kultury. Twórcą herbu jest Mapalagama Wipulasara Maha Thera.

## Historyczne wersje godła

Godło Portugalskiego Cejlonu w latach 1505–1658, Brytyjskiego Cejlonu w latach 1796–1875, oraz Dominium Cejlonu w latach 1948–1954
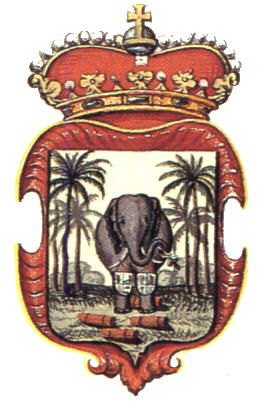
Godło Holenderskiego Cejlonu w latach 1602–1796
Godło Brytyjskiego Cejlonu w latach 1875–1948
Godło Dominium Cejlońskiego (1952–1972)